# Fräi Partei Lëtzebuerg
Die Fräi Partei Lëtzebuerg (deutsch Freie Partei Luxemburg, französisch Partie Libre du Luxembourg), kurz FPL, war eine Partei in Luxemburg.
Gegründet wurde die Partei am 24. Oktober 2003 in Rollingen bei Mersch unter dem Parteivorsitzenden Jean Ersfeld und dem LCGB-Gewerkschafter Mathias Didier mit dem Ziel, für die Parlamentswahlen am 13. Juni 2004 in Luxemburg zu kandidieren. Die Partei mit grau-gelbem Logo trat bei den Parlamentswahlen vom 13. Juni 2004 an, kandidierte jedoch nur im Norden Luxemburgs und erreichte 0,69 % der Stimmen (was 1.925 Einzelstimmen entspricht). Auf nationaler Ebene erhielt sie damit 0,12 % der Gesamtstimmen. Allen neun Kandidaten blieb der Einzug ins Parlament damit verwehrt. 
Nach den gescheiterten Wahlen gelang es der Partei nicht, sich neu zu organisieren. Damit verlor die Partei weitestgehend an Bedeutung, weshalb sie nicht mehr bei der Parlamentswahl vom 7. Juni 2009 antrat und sich infolgedessen auflöste. Die meisten Kandidaten waren wohnhaft im Ösling, weshalb sich das Parteiprogramm zunehmend auf den Norden des Landes konzentrierte. Anfangs noch liberal-demokratisch gesinnt, richtete sich ihr Programm bald nationalistisch aus und sah in der Einwanderung nach Luxemburg ein Problem. Die Unterstützung der Europäischen Union für politische Rechte von Immigranten lehnte die Partei ab.